# Jean Desailly
Jean Marcel Desailly (París, 24 de agosto de 1920-París, 11 de junio de 2008) fue un actor teatral, cinematográfico y televisivo francés

## Biografía
Su nombre completo era Jean Marcel Desailly, y nació en París, Francia. Inició estudios superiores en la Escuela de Bellas Artes, formándose después en el Conservatoire national supérieur d'art dramatique tras haber pasado un tiempo en La Roulotte, una compañía teatral dirigida por André Clavé. Salió del Conservatoire con el primer premio, ingresando en la Comédie-Française en 1942, donde conoció a Jean-Louis Barrault, que llevaba a escena para la institución diferentes obras teatrales.
Se unió a Barrault, que fundó una compañía propia en 1946 junto a Madeleine Renaud. En este grupo, instalado en el Teatro Marigny, conoció una muy rica vida profesional y privada. Sobre todo, conoció a Simone Valère, con la que había actuado en 1943 en Le Voyageur de la Toussaint, de Louis Daquin. La pareja disfrutó de diez años de éxito, durante los cuales actuaron en obras como Les Fausses Confidences, Intermezzo, Occupe-toi d'Amélie, etc, aunque con algún fracaso intercalado.
A partir de 1956 ingresó en el Teatro del Odéon que, por decisión del ministro de cultura André Malraux, fue confiado en 1959 a la compañía Renaud-Barrault. Allí conoció un nuevo éxito con La bodas de Fígaro, obra en la que interpretó los dos papeles principales, Fígaro en provincias, y el conde Almaviva en París. También fue muy exitosa Il faut passer par les nuages, de François Billetdoux. 
Jean Desailly debutó en el cine interpretando a primeros personajes jóvenes, aunque algo sosos. Con la edad, consiguió papeles de mayor relieve, siendo particularmente destacables los siguientes personajes: 
- el marido impotente y asesino de Maigret tend un piège (1958), junto a Jean Gabin (Maigret);
- su papel frente a Jean Gabin en Les Grandes Familles (1958);
- el comisario en Le Doulos;
- el asesino en La Mort de Belle;
- el escritor en La Peau douce (1964).

A principios de los años 1960 trabajó en televisión en Le Chevalier de Maison-Rouge, una serie muy popular que le sirvió para relanzar su carrera cinematográfica. A partir de agosto de 1968, al finalizar el período de Renaud-Barrault en el Teatro del Odéon, la pareja Desailly-Valère inició unos malos años.
En los años 1970 dirigieron el Théâtre Hébertot y el Théâtre Édouard VII, antes de suceder a André Bernheim en el Théâtre de la Madeleine desde 1980 a 2002.. 
En 1989 trabajó en la adaptación a la televisión de Grandes Familles, con el papel del abad Boudret, amigo de la familia Schoudler-De la Monnerie.
En 2002 el matrimonio tuvo su último éxito, La Maison du lac, una pieza de Ernest Thompson llevada a escena por Georges Wilson.
Falleció en París, Francia, en 2008. Su figura fue elogiada por la ministra de Cultura Christine Albanel. Fue enterrado en  Vert-le-Petit.
Jean Desailly se había casado con Simone Valère el 6 de febrero de 1998, tras 48 años de vida en común. Previamente se había divorciado de otra actriz, Nicole Desailly.

## Teatro
- La Farce des filles à marier, de Jean Vilar, Comédiens de la Roulotte de André Clavé
- Il ne faut jurer de rien, de Alfred de Musset, Comédiens de la Roulotte de André Clavé

### Comédie-Française 1942-1946
- 1942 : Hamlet, de William Shakespeare, escenografía de Charles Granval
- 1943 : La reina muerta, de Henry de Montherlant, escenografía de Pierre Dux
- 1943 : Proverbes de Carmontelle
- 1943 : Iphigénie à Delphes, de Gerhart Hauptmann, escenografía de Pierre Bertin
- 1943 : Le Soulier de satin, de Paul Claudel, escenografía de Jean-Louis Barrault
- 1944 : La Dispute, de Pierre de Marivaux, escenografía de Jean Martinelli
- 1944 : El burgués gentilhombre, de Molière, escenografía de Pierre Bertin
- 1944 : L'Impromptu de Versailles, de Molière, escenografía de Pierre Dux
- 1944 : Asmodée, de François Mauriac, escenografía de Jacques Copeau
- 1944 : Ruy Blas, de Victor Hugo, escenografía de Pierre Dux
- 1944 : Les Fiancés du Havre, de Armand Salacrou, escenografía de Pierre Dux
- 1945 : Martine, de Jean-Jacques Bernard, escenografía de Émile Fabre
- 1945 : Antonio y Cleopatra, de William Shakespeare, escenografía de Jean-Louis Barrault

### Compañía Madeleine Renaud-Jean-Louis Barrault 1946-1968
- 1946 : Hamlet, de William Shakespeare, escenografía de Jean-Louis Barrault, Théâtre Marigny
- 1946 : Baptiste, de Jacques Prévert y Joseph Kosma, escenografía de Jean-Louis Barrault, Théâtre Marigny
- 1946 : Les Fausses Confidences, de Pierre de Marivaux, escenografía de Jean-Louis Barrault, Théâtre Marigny
- 1946 : Les Nuits de la colère, de Armand Salacrou, escenografía de Jean-Louis Barrault, Théâtre Marigny
- 1947 : Les Fausses Confidences, de Pierre de Marivaux, escenografía de Jean-Louis Barrault, Théâtre des Célestins
- 1947 : Baptiste, de Jacques Prévert y Joseph Kosma, escenografía de Jean-Louis Barrault, Théâtre des Célestins
- 1947 : Anfitrión, de Molière, escenografía de Jean-Louis Barrault, Théâtre Marigny
- 1947 : El proceso, a partir de Franz Kafka, escenografía de Jean-Louis Barrault, Théâtre Marigny
- 1948 : El estado de sitio, de Albert Camus, escenografía de Jean-Louis Barrault, Théâtre Marigny
- 1949 : La Seconde Surprise de l'amour, de Alfred de Musset, escenografía de Jean-Louis Barrault, Théâtre Marigny
- 1949 : Le Bossu, de Paul Féval y Auguste Anicet-Bourgeois, escenografía de Jean-Louis Barrault, Théâtre Marigny
- 1950 : Malatesta, de Henry de Montherlant, escenografía de Jean-Louis Barrault, Théâtre Marigny
- 1951 : Lazare, de André Obey, escenografía de Jean-Louis Barrault, Théâtre Marigny
- 1951 : On ne badine pas avec l'amour, de Alfred de Musset, escenografía de Jean-Louis Barrault, Théâtre Marigny
- 1952 : Bacchus, de Jean Cocteau, escenografía de Jean-Louis Barrault, Théâtre des Célestins
- 1953 : Occupe-toi d'Amélie, de Georges Feydeau, escenografía de Jean-Louis Barrault, Théâtre des Célestins
- 1953 : Pour Lucrèce, de Jean Giraudoux, escenografía de Jean-Louis Barrault, Théâtre Marigny
- 1955 : Volpone, de Jules Romains y Stefan Zweig a partir de Ben Jonson, escenografía de Jean-Louis Barrault, Théâtre Marigny
- 1955 : Intermezzo, de Jean Giraudoux, escenografía de Jean-Louis Barrault, Théâtre Marigny y Théâtre des Célestins
- 1955 : Orestíada, de Esquilo, escenografía de Jean-Louis Barrault, Festival de Burdeos y Théâtre Marigny
- 1955 : El jardín de los cerezos, de Antón Chéjov, escenografía de Jean-Louis Barrault, Théâtre des Célestins
- 1955 : L'Enfant de la haute mer, de Jules Supervielle, escenografía de Jean-Louis Barrault, Théâtre Marigny
- 1956 : El misántropo, de Molière, escenografía de Jean-Louis Barrault, Théâtre des Célestins
- 1956 : Histoire de Vasco, de Georges Schehadé, escenografía de Jean-Louis Barrault, Théâtre des Célestins
- 1957 : Madame Sans-Gêne, de Victorien Sardou, escenografía de Pierre Dux, Théâtre Sarah Bernhardt
- 1957 : Partage de midi, de Paul Claudel, escenografía de Jean-Louis Barrault, Théâtre Sarah Bernhardt
- 1957 : Anfitrión, de Molière, escenografía de Jean-Louis Barrault, Festival de Bellac
- 1957 : Intermezzo, de Jean Giraudoux, escenografía de Jean-Louis Barrault, Festival de Bellac
- 1957 : El castillo, de Franz Kafka, escenografía de Jean-Louis Barrault, Théâtre Sarah Bernhardt
- 1958 : Le Soulier de satin, de Paul Claudel, escenografía de Jean-Louis Barrault, Théâtre du Palais-Royal
- 1959 : Tête d'or, de Paul Claudel, escenografía de Jean-Louis Barrault, Teatro del Odéon
- 1959 : La vida parisina, de Jacques Offenbach, escenografía de Jean-Louis Barrault, Théâtre du Palais-Royal
- 1959 : La Petite Molière, de Jean Anouilh, escenografía de Jean-Louis Barrault, Gran Teatro de Burdeos y Teatro del Odéon
- 1959 : Les Fausses Confidences, de Pierre de Marivaux, escenografía de Jean-Louis Barrault, Teatro del Odéon
- 1959 : Baptiste, de Jacques Prévert a partir de Les Enfants du paradis, coreografía de Jean-Louis Barrault, Teatro del Odéon
- 1960 : El jardín de los cerezos, de Antón Chéjov, escenografía de Jean-Louis Barrault, Teatro del Odéon
- 1960 : Le Livre de Christophe Colomb, de Paul Claudel, escenografía de Jean-Louis Barrault, Teatro del Odéon
- 1960 : Occupe-toi d'Amélie, de Georges Feydeau, escenografía de Jean-Louis Barrault, Teatro del Odéon
- 1960 : El rinoceronte, de Eugène Ionesco, escenografía de Jean-Louis Barrault, gira extranjera
- 1961 : Le Viol de Lucrèce, de André Obey, escenografía de Jean-Louis Barrault, Teatro del Odéon
- 1961 : Partage de midi, de Paul Claudel, escenografía de Jean-Louis Barrault, Teatro del Odéon
- 1961 : El mercader de Venecia, de William Shakespeare, escenografía de Marguerite Jamois, Teatro del Odéon
- 1961 : Anfitrión, de Molière, escenografía de Jean-Louis Barrault, Teatro del Odéon
- 1961 : Judith, de Jean Giraudoux, escenografía de Jean-Louis Barrault, Teatro del Odéon
- 1962 : Orestíada, de Esquilo, escenografía de Jean-Louis Barrault, Teatro del Odéon
- 1962 : Hamlet, de William Shakespeare, escenografía de Jean-Louis Barrault, Teatro del Odéon
- 1962 : La nuit a sa clarté, de Christopher Fry, escenografía de Jean-Louis Barrault, Teatro del Odéon
- 1962 : Andrómaca, de Jean Racine, escenografía de Jean-Louis Barrault, Teatro del Odéon
- 1962 : La vida parisina, de Jacques Offenbach, Henri Meilhac y Ludovic Halévy, escenografía de Jean-Louis Barrault, Teatro del Odéon
- 1963 : La Double Inconstance, de Pierre de Marivaux, escenografía de Jean-Pierre Granval, Teatro del Odéon
- 1963 : El jardín de los cerezos, de Antón Chéjov, escenografía de Jean-Louis Barrault, Teatro del Odéon
- 1964 : Como gustéis, de William Shakespeare, escenografía de Jean-Pierre Granval, Teatro del Odéon
- 1964 : Il faut passer par les nuages, de François Billetdoux, escenografía de Jean-Louis Barrault, Teatro del Odéon
- 1964 : Hamlet, de William Shakespeare, escenografía de Jean-Louis Barrault, Teatro del Odéon
- 1964 : Las bodas de Fígaro, de Pierre-Augustin Caron de Beaumarchais, escenografía de Jean-Louis Barrault, Teatro del Odéon
- 1965 : Las bodas de Fígaro de Pierre-Augustin Caron de Beaumarchais, escenografía de Jean-Louis Barrault, Théâtre des Célestins
- 1965 : Des journées entières dans les arbres, de Marguerite Duras, escenografía de Jean-Louis Barrault, Teatro del Odéon
- 1966 : Partage de midi, de Paul Claudel, escenografía de Jean-Louis Barrault, Teatro del Odéon
- 1966 : La Lacune, de Eugène Ionesco, escenografía de Jean-Louis Barrault, Teatro del Odéon
- 1966 : Enrique VI, primera parte, de William Shakespeare, escenografía de Jean-Louis Barrault, Teatro del Odéon
- 1967 : La tentación de San Antonio, a partir de Gustave Flaubert, escenografía de Maurice Béjart, Teatro del Odéon
- 1967 : Enrique VI, primera parte, de William Shakespeare, escenografía de Jean-Louis Barrault, Teatro de la Porte Saint-Martin
- 1968 : Brève Rencontre y Nous dansions..., de Noel Coward, escenografía de Jacques Mauclair, Théâtre Saint-Georges
- 1969 : Un ami imprévu, de Agatha Christie, escenografía de Roland Piétri, Teatro de los Campos Elíseos
- 1970 : Double Jeu, de Robert Thomas, escenografía de Jacques Charon, Théâtre Edouard VII
- 1972 : Todo en el jardín, de Edward Albee, escenografía de Jean Desailly y Michel Bertay, Théâtre des Mathurins

### Théâtre Hébertot1972-1975
- 1972 : Le Légume, de F. Scott Fitzgerald, escenografía de Jean-Pierre Grenier
- 1973 : Candida, de George Bernard Shaw, escenografía de Jean Desailly
- 1974 : L'Amour fou ou la première surprise, de André Roussin, escenografía de Michel Bertay

### Théâtre Edouard VII1976-1977
- 1976 : Amphitryon 38, de Jean Giraudoux, escenografía de Jean-Laurent Cochet
- 1977 : Un enemigo del pueblo, de Henrik Ibsen, escenografía de Étienne Bierry

### Théâtre Marigny1978
- 1978 : Le Cauchemar de Bella Manningham, de Frédéric Dard a partir de Patrick Hamilton, escenografía de Robert Hossein

### Théâtre de la Madeleine1980-2002
- 1980 : Siegfried, de Jean Giraudoux, escenografía de Georges Wilson
- 1980 : La Mémoire courte, de Yves Jamiaque, escenografía de Jean-Luc Moreau
- 1981 : Arsénico y encaje antiguo, de Joseph Kesselring, escenografía de Jacques Rosny
- 1982 : La alondra, de Jean Anouilh, escenografía de Mario Franceschi
- 1982 : Sodome et Gomorrhe, de Jean Giraudoux, escenografía de Jean-François Prévand
- 1982 : La Dixième de Beethoven, de Peter Ustinov, escenografía de Philippe Rondest
- 1983 : L'Amour fou, ou la première surprise, de André Roussin, escenografía de Michel Bertay
- 1984 : Les Œufs de l'autruche, de André Roussin, escenografía de Michel Bertay
- 1984 : Un otage, de Brendan Behan, escenografía de Georges Wilson
- 1985 : Comme de mal entendu, de Peter Ustinov, escenografía de Michel Bertay
- 1986 : Le Silence éclaté, de Stephen Poliakoff, escenografía de Jean-Paul Roussillon
- 1987 : Les Pieds dans l'eau, de Michel Lengliney, escenografía de Éric Civanyan
- 1988 : La Foire d'empoigne, de Jean Anouilh,  escenografía de Nicole Anouilh
- 1989 : Port-Royal, de Henry de Montherlant, escenografía de Raymond Gérôme
- 1990 : El jardín de los cerezos, de Antón Chéjov, escenografía de Jacques Rosny
- 1993 : Le Cardinal d'Espagne, de Henry de Montherlant, escenografía de Raymond Gérôme
- 1994 : Le Bateau pour Lipaïa, de Alexei Arbuzov, escenografía de Jean-Claude Penchenat y Samuel Bonnafil
- 1995 : Arsénico y encaje antiguo, de Joseph Kesselring, escenografía de Jacques Rosny, Théâtre de la Madeleine
- 2001 : La Maison du lac, de Ernest Thompson, escenografía de Georges Wilson

## Filmografía

### Cine
- 1943 : Premier prix du conservatoire, de René Guy-Grand
- 1943 : Le Voyageur de la Toussaint, de Louis Daquin
- 1945 : Le Père Goriot, de Robert Vernay
- 1945 : Le Jugement dernier, de René Chanas
- 1945 : Secrets de jeunesse, de Jacques Charon
- 1946 : Sylvie et le Fantôme, de Claude Autant-Lara
- 1946 : Patrie, de Louis Daquin
- 1946 : La Symphonie pastorale, de Jean Delannoy
- 1946 : La Revanche de Roger la Honte, de André Cayatte
- 1947 : Amour, Délices et Orgues, de André Berthomieu
- 1947 : Carré de valets, de André Berthomieu
- 1948 : Une grande fille toute simple, de Jacques Manuel l
- 1949 : L'échafaud peut attendre, de Albert Valentin
- 1949 : Le Point du jour, de Louis Daquin
- 1949 : La Veuve et l'Innocent, de André Cerf
- 1949 : Occupe-toi d'Amélie, de Claude Autant-Lara
- 1950 : Véronique, de Robert Vernay
- 1950 : Chéri, de Pierre Billon
- 1950 : Il faut qu'une porte soit ouverte ou fermée, de Louis Cuny
- 1951 : Demain nous divorçons, de Louis Cuny
- 1951 : Chicago-digest, de Paul Paviot
- 1952 : Jocelyn, de Jacques de Casembroot
- 1953 : La Meilleure Part, de Édouard Molinaro
- 1954 : Si Versailles m'était conté, de Sacha Guitry
- 1955 : New York ballade, de François Reichenbach
- 1955 : Les Grandes Manœuvres, de René Clair
- 1955 : On ne badine pas avec l'amour, de Jean Desailly
- 1958 : Maigret tend un piège, de Jean Delannoy
- 1958 : Les Grandes Familles, de Denys de La Patellière
- 1959 : 125, rue Montmartre, de Gilles Grangier
- 1959 : Sen noci svato janske de Jiří Trnka
- 1960 : La Française et l'Amour, de Jean Delannoy , sketch L'adolescence
- 1960 : Le Secret du chevalier d'Éon, de Jacqueline Audry
- 1960 : Le Saint mène la danse, de Jacques Nahum
- 1960 : Préméditation, de André Berthomieu

+
- 1961 : Un soir sur la plage, de Michel Boisrond
- 1961 : La Mort de Belle, de Édouard Molinaro
- 1961 : Legge di guerra, de Bruno Paolinelli
- 1961 : Les Amours célèbres, de Michel Boisrond, sketch Les Comédiennes
- 1962 : Les Sept Péchés capitaux, de Jacques Demy, sketch La Luxure
- 1962 : El confidente, de Jean-Pierre Melville
- 1963 : Le Chevalier de Maison-Rouge, de Claude Barma
- 1964 : L'Année du bac, de Maurice Delbez
- 1964 : La piel suave, de François Truffaut
- 1964 : Le Hasard et l'Amour, de Claude Pierson
- 1965 : Le due orfanelle, de Riccardo Freda
- 1965 : De dans van de reiger, de Fons Rademakers
- 1965 : Chroniques de France : Théâtre de France, de Yves Allain
- 1966 : La Vingt-cinquième Heure, de Henri Verneuil
- 1967 : Le Franciscain de Bourges, de Claude Autant-Lara
- 1970 : L'Ardoise, de Claude Bernard-Aubert
- 1971 : Comptes à rebours, de Roger Pigaut
- 1972 : The assassination of Trotsky, de Joseph Losey
- 1972 : Crónica negra, de Jean-Pierre Melville
- 1973 : L'Héritier, de Philippe Labro
- 1973 : El serpiente, de Henri Verneuil
- 1974 : L'Ironie du sort, de Édouard Molinaro
- 1978 : Le Cavaleur, de Philippe de Broca
- 1978 : Je te tiens, tu me tiens par la barbichette, de Jean Yanne
- 1979 : Le Mouton noir, de Jean-Pierre Moscardo
- 1980 : Pile ou face, de Robert Enrico
- 1981 : Le Professionnel, de Georges Lautner
- 1983 : Le Fou du roi, de Yvan Chiffre
- 1988 : Équipe de nuit, de Claude d'Anna
- 1988 : Les Tisserands du pouvoir, de Claude Fournier
- 1998 : Le Radeau de La Méduse, de Iradj Azimi
- 1999 : En face, de Mathias Ledoux
- 1999 : La Dilettante, de Pascal Thomas

### Televisión
- 1954 : Le Misanthrope, de René Lucot
- 1955 : La Cerisaie, de Jean-Paul Carrère
- 1955 : Les Fausses Confidences, de Marcel L'Herbier
- 1956 : La Seconde Surprise de l'amour, de Jean-Paul Carrère
- 1957 : Madeleine Renaud, Jean-Louis Barrault, documental de Denise Billon
- 1958 : La Répétition ou l'Amour puni, de Jean-Paul Carrère :
- 1959 : Le Fils de l'homme, de Jean-Paul Carrère
- 1960 : Amphitrion, de Jean-Paul Carrère
- 1960 : L'Âne et le Ruisseau, de Roger Kahane
- 1960 : Cécile ou l'École des pères, de Roland-Bernard
- 1962 : Monsieur « Il », de Ange Casta
- 1962 : La Nuit de nos adieux, de Georges Lacombe
- 1963 : Le Chevalier de Maison-Rouge, de Claude Barma
- 1964 : La Double Inconstance, de Jean-Marie Coldefy
- 1965 : Le Bonheur conjugal, 13 episodios: "Le Coup de foudre", "Les Fiançailles", "Le Mariage", "Le Voyage de noces", "Retour aux réalités", "Des Goûts et des couleurs", "Conflits mineurs", "Les Bonnes Manières", "La Bonne Conduite", "La Trève", "Le Coup dur", "Les Grands Orages", "Le Cap des 7 ans", de Jacqueline Audry
- 1966 : La Cerisaie, de Jean-Paul Sassy
- 1967 : Candida 67, de Pierre Badel
- 1967 : Paul et Virginie, de Jacques de Casembroot
- 1967-1971 : Les Enquêtes du commissaire Maigret
  - 1967 : Cécile est morte, de Claude Barma
  - 1967 : La Tête d'un homme, de René Lucot
  - 1968 : Félicie est là, de Claude Barma
  - 1968 : Le Chien jaune, de Claude Barma
  - 1968 : Signé Picpus, de Jean-Pierre Decourt
  - 1969 : La Nuit du carrefour, de Claude Barma
  - 1969 : La Maison du juge, de René Lucot
  - 1967 : Les Enquêtes du commissaire Maigret, de Claude Barma, episodio Cécile est morte
  - 1967 : Les Enquêtes du commissaire Maigret, de René Lucot, episode La Tête d'un homme
  - 1967 : La Vie parisienne, de Yves-André Hubert
  - 1968 : Les Enquêtes du commissaire Maigret, de Jean-Pierre Decourt, episodio Signé Picpus
  - 1971 : Les Enquêtes du commissaire Maigret, de Claude Barma, episodio Maigret en vacances
- Au théâtre ce soir :
  - 1969 : El segundo disparo, de Robert Thomas, escenografía del autor, dirección de Pierre Sabbagh, Théâtre Marigny
  - 1969 : Un ami imprévu, de Robert Thomas a partir de Agatha Christie, escenografía de Roland Piétri, dirección de Pierre Sabbagh, Théâtre Marigny
  - 1972 : Double Jeu, de Robert Thomas, escenografía de Jacques Charon, Dirección de Pierre Sabbagh, Théâtre Marigny
  - 1974 : Candida, de George Bernard Shaw, escenografía de Jean Desailly, Dirección de Jean Royer, Théâtre Marigny
  - 1977 : L’Amour fou ou la première surprise, de André Roussin, escenografía de Michel Bertay, dirección de Pierre Sabbagh, Théâtre Marigny
  - 1979 : Todo en el jardín, de Edward Albee, escenografía de Michel Bertay, dirección de Pierre Sabbagh, Théâtre Marigny
  - 1980 : Homicide par prudence, de Frédéric Valmain, escenografía de Michel Bertay, dirección de Pierre Sabbagh, Théâtre Marigny
- 1969 : Tout pour le mieux, de Pierre Dux
- 1971 : Le Misanthrope, de Pierre Dux
- 1971 : Rudolph Hess, de Claude Barma
- 1972 : Les Sous-locs, de Jean-Paul Sassy
- 1972 : Les Saintes chéries: Eve et l'inventeur, de Philippe Agostini
- 1972 : Les Rois maudits, 6 episodios: Le Roi de fer, La Reine étranglée, Les Poisons de la couronne, La Loi des mâles, La Louve de France, Le Lys et le lion, de Claude Barma
- 1978 : Amphitrion, de Georges Paumier
- 1978 : Claudine à l'école, de Édouard Molinaro
- 1978 : Claudine à Paris, de Édouard Molinaro
- 1978 : Claudine en ménage, de Édouard Molinaro
- 1978 : Un ennemi du peuple, de Abder Isker
- 1979 : La Pitié dangereuse, de Édouard Molinaro
- 1979 : Wanda - Orient express, de Bruno Gantillon
- 1981 : La Mémoire courte, de Georges Paumier
- 1981 : Le Pain de fougère, de Alain Boudet
- 1982 : Les Invités, serie en 4 episodios de Roger Pigaut
- 1982 : Siegfried, de Georges Paumier
- 1983 : L'Amour fou, de Georges Paumier
- 1984 : Tous comptes faits, de Michel Wyn
- 1984 : La Bavure, 3 episodios, de Nicolas Ribowski
- 1984 : Ces chers disparus : Françoise Dorléac,  documental de Denis Derrien
- 1985 : La Dixième de Beethoven, de Jean-Paul Roux
- 1985 : Un otage, de Lazare Iglesis
- 1985 : Les Œufs de l'autruche, de Josée Dayan
- 1988 : L'eterna giovinezza, de Vittorio de Sisti
- 1989 : Les Grandes Familles, 4 episodios, de Édouard Molinaro
- 1990 : Cambiamento d'aria, de Gian-Petro Calasso
- 1990 : Les Enquêtes du commissaire Maigret: Maigret à New-York, de Stéphane Bertin
- 1991 : Le Piège, de Serge Moati
- 1992 : L'Élixir d'amour, de Claude d'Anna
- 2001 : Gabin, gueule d'amour, documental de Michel Viotte

## Narrador de documentales
- 1946 : Au temps des fiacres, de Jean R. Legrand
- 1949 : L'Évangile de la pierre, de André Bureau
- 1951 : Marc Chagall, de Robert Hessens
- 1951 : Avec André Gide, de Marc Allégret
- 1951 : La Course de taureaux, de Pierre Braunberger
- 1951 : Palais Royal, anónimo
- 1953 : Haussmann et la transformation de Paris, de Jean Leduc y Pierre Mignot
- 1955 : Impressions de New York, de François Reichenbach
- 1955 : New York ballade, de François Reichenbach
- 1956 : Une tache difficile, de Jean Leduc
- 1957 : Les Alchimistes, de Édouard Molinaro
- 1958 : Les seigneurs de la forêt, de Heinz Sielmann y Henri Brandt
- 1958 : À la rencontre de Jean-Sébastien Bach, de Pierre Viallet y Denise Glaser
- 1958 : Soleil de Pierre, de Daniel Le Comte
- 1958 : Marchands de riens, de Daniel Le Comte
- 1959 : La Lozère, de M. Provençal
- 1959 : Viennent les jours, de Serge Roullet
- 1960 : Manureva, de Claude Pinoteau
- 1960 : Face au danger, de Hervé Bromberger
- 1960 : Demain Paris, de Michel Boschet y André Martin
- 1961 : Le Temps d'une vocation : Marcel Proust, de Jacques Letellier
- 1962 : Chou, hibou, caillou, de Daniel Le Comte
- 1962 : Le Bonheur d'être aimé, de Henri Storck
- 1962 : Et la terre cessa d'enfanter, de Pierre Fattori y Marcel Sire
- 1962 : La France à grand spectacle, de Serge Roullet
- 1963 : Les Malheurs de la guerre, de Henri Storck
- 1963 : Le Soir de notre vie, de Jacques alentin
- 1963 : Portrait souvenir : Paul Claudel, de Jacques Demeure
- 1964 : Mozart, le rossignol et la mort, de Madeleine Guillon
- 1964 : La Chapelle de Romchamp, de Jacques de Casembroot
- 1965 : Le Nouvel âge de Pierre, de M.P Hubrecht
- 1965 : Opus premier, de Philippe Brunet
- 1967 : Le Rouge, de Roger Leenhardt
- 1968 : Tu moissonneras la tempête, de Raymond Leopold Bruckberger
- 1969 : Le Pays des marguerites, de Henri Antoine y Francette Marquis
- 1973 : Le Monde en guerre - serie de Peter Batty, Jeremy Isaacs y Hugh Ragett
- 1981 : Paris jardins, de Jean-Marc Ripert

## Libros
- Jean Desailly-Simone Valère (en colaboración con Jean-Marc Loubier) : Un destin pour deux. Ramsay. 1996